# Undulat
Undulat (Melopsittacus undulatus) är en liten papegoja och enda art i det australiska släktet Melopsittacus. Undulaten är social och uppträder främst i mindre men ibland i mycket stora flockar. Undulaten är en populär burfågel.

## Utseende

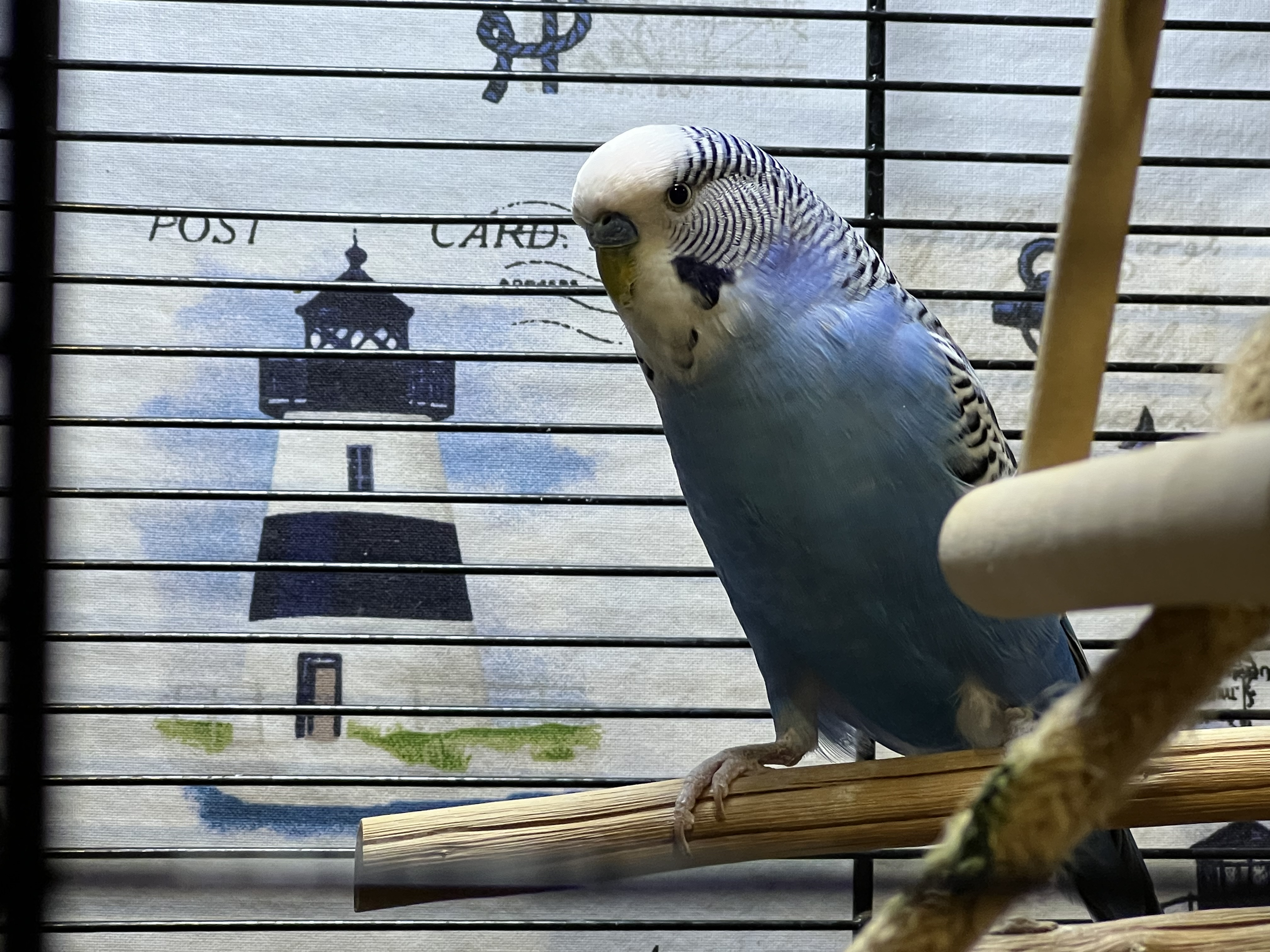
En blå undulat som burfågel.

Undulaten är en liten papegoja som mäter 15–22 cm. Den har graderad stjärt med mycket långa mittpennor. Buken är grön och ovansidan gul och grön med svartgul vattring (ondulering). Alla andra färgkombinationer är framavlade av människan. Könen går att urskilja på vaxhuden alldeles ovanför näbben, hos hanar är den blå eller lilarosa, hos honor beige, vit eller ljusblå. Under häckningsperioden blir honans vaxhud brun. Då undulaterna är unga har de ej utvecklat färgskillnaden på vaxhuden och könsidentifiering kan vara svårt. Undulaten blir minst 10 år gammal, men vissa undulater har blivit över 20 år gamla. 
För färgvarianter hos tama undulater, se Undulaters färggenetik.

## Utbredning
Denna art hör ursprungligen hemma i Australiens inre grässlätter och öken. Förvildade tamundulater har observerats sedan 1940-talet i Saint Petersburg i Florida, men populationen har minskat sedan 1980-talet.

## Ekologi
Undulaten förekommer i öppna biotoper, främst buskskog, öppna skogsområden och gräsmarker. De uppträder främst i mindre flockar men kan bilda mycket stora flockar under gynnsamma förhållanden. Den är extremt nomadisk och flockarnas förflyttningar beror på tillgång på föda och vatten. Torka kan driva flockar till skogigare biotoper eller ut till kusten. De lever av frön från gräs (speciellt av släktet Spinifex), örter och ibland moget vete.

### Häckning
I vilt tillstånd häckar de flera gånger per år om de har tillgång till ett bo. Tama undulater häckar mer sällan. Varje kull består i genomsnitt av mellan 2 och 10 ägg, men en del av äggen kan vara obefruktade. Äggen ruvas i omkring 18 dagar innan de kläcks. Ungarna matas av föräldrarna ur krävan, och utvecklas snabbt. Från att ha varit cirka 2 gram tunga vid kläckningen är de redo att hoppa ur holken och lära sig skala frön och flyga när de är 4 veckor. De är dock inte flyttfärdiga förrän vid 6 veckors ålder.

## Namn
Namnet "undulat" kommer av vattringen på vingarna, ett mönster som är ondulerat, det vill säga "format som vågor". 

## Domesticering
Undulaten har länge varit en populär burfågel, bland annat på grund av dess färgstarka fjäderdräkt och möjligheten att avla fram olika färgvarianter. Den första framavlade färgvarianten var en helt gul undulat utan vattring eller ränder, sedan kom den ljusblå med svartvit vattring. Numera finns alla möjliga färg- och mönsterkombinationer, fler och fler dyker upp då olikfärgade parar sig med varandra.